# Oneida (Pennsilvània)
Oneida és una concentració de població designada pel cens dels Estats Units a l'estat de Pennsilvània. Segons el cens del 2000 tenia 219 habitants.

## Demografia
Segons el cens del 2000, Oneida tenia 219 habitants, 112 habitatges, i 57 famílies. La densitat de població era de 469,8 habitants per quilòmetre quadrat.
Dels 112 habitatges en un 16,1% hi vivien nens de menys de 18 anys, en un 38,4% hi vivien parelles casades, en un 7,1% dones solteres, i en un 49,1% no eren unitats familiars. En el 42,9% dels habitatges hi vivien persones soles el 25,9% de les quals corresponia a persones de 65 anys o més que vivien soles. El nombre mitjà de persones vivint en cada habitatge era d'1,96 i el nombre mitjà de persones que vivien en cada família era de 2,7.
Per edats la població es repartia de la següent manera: un 14,2% tenia menys de 18 anys, un 7,3% entre 18 i 24, un 26% entre 25 i 44, un 21,9% de 45 a 60 i un 30,6% 65 anys o més.
L'edat mediana era de 49 anys. Per cada 100 dones de 18 o més anys hi havia 82,5 homes.
La renda mediana per habitatge era de 25.250 $ i la renda mediana per família de 28.250 $. Els homes tenien una renda mediana de 27.917 $ mentre que les dones 20.250 $. La renda per capita de la població era de 18.756 $. Entorn del 3,8% de les famílies i el 2,2% de la població estaven per davall del llindar de pobresa.

## Poblacions més properes
El següent diagrama mostra les poblacions més properes.